# روبرتو بينيا
روبرتو بينيا (بالإنجليزية: Roberto Peña) هو لاعب كرة قاعدة دومينيكاوي، ولد في 17 أبريل 1937 في سانتو دومينغو في جمهورية الدومينيكان، وتوفي في 23 يوليو 1982 في سانتياغو دي لوس كاباليروس في جمهورية الدومينيكان.

## وصلات خارجية
- روبرتو بينيا على موقع دوري كرة القاعدة الرئيسي (الإنجليزية)
- روبرتو بينيا على موقعبيزبول رفرنس.كوم (الدوري الرئيسي) (الإنجليزية)
- روبرتو بينيا على موقعبيزبول رفرنس.كوم (الدوري الثانوي) (الإنجليزية)
- روبرتو بينيا على موقع إي إس بي إن.كوم (أم.أل.بي) (الإنجليزية)
- روبرتو بينيا على موقع مشجعي الرسوم البيانية (الإنجليزية)